# Прапор Богданівки (Броварський район)
Прапор Богданівки — один з офіційних символів села Богданівка, Броварського району Київської області.

## Історія
Розроблені районною комісією символи затвердила ІІ сесія Богданівської сільської ради 3-го (ХХІІІ) скликання рішенням від 19 червня 1998 року. Після зауважень і рекомендацій Українського геральдичного товариства проекти у робочому порядку доопрацював М. Юхта.

## Опис
Квадратне синє полотнище, у центрі якого жовта 8-променева зірка з накладеним червоним подвійним хрестом; по периметру йде біла лиштва (завширшки в 1/16 сторони прапора).

## Зміст
Прапор побудований на основі символіки герба поселення. Зірка з подвійним хрестом є символом духовного відродження, означає світло та життя.
Квадратна форма полотнища відповідає усталеним вимогам для муніципальних прапорів (прапорів міст, селищ і сіл).